# Bernieria madagascariensis
Bernieria madagascariensis е вид птица от семейство Bernieridae, единствен представител на род Bernieria.

## Разпространение
Видът е разпространен в Мадагаскар.